# Falconeria insignis
Falconeria insignis es una especie de planta fanerógama perteneciente a la familia Euphorbiaceae. El género Falconeria es monotípico con una única especie que algunos incluyen en el género Sapium. La planta se encuentra desde la India y Sri Lanka a Indochina, China, Tailandia y Malasia solo en la Península Malaya (excluida Singapur).

## Descripción
Es un árbol que alcanza un tamaño de 7-18 (-40) m de altura de hoja caduca, frutal, con la corteza muy gruesa y áspera. Ramas robustas, muy ramificado, ligeramente suculento, con cicatrices de la hoja. Estípulas de 4 mm; pecíolos 2.5-6 cm, ápice 2-glandular; hoja elíptica de 8-20 x 4-11 cm, como de papel, base aguda, márgenes ondulados-serrados, ápice acuminado; nervios laterales 10-23 pares, a veces con 3 venas basales oscuras. Inflorescencia terminal, unisexual; brácteas de 0,75 mm, ápice redondeado, las glándulas basales grandes, en su mayoría decurrentes lo largo del eje. Las flores masculinas: pedicelos 0.25-0.5 mm, cáliz de 1 mm; filamentos de los estambres 0.75-1 mm. Las flores femeninas: pedicelos de 1 mm; cáliz 2 - o 3-lobulado, 1.5-2 mm; ovada ovario, con 2 o 3 lóculos. Infrutescencias de hasta 50 cm, frutas biglobosas de 7-8 mm en diámetro,. Exocarpo ligeramente carnoso. Las semillas globosas, con arilos blancos cerosos. Fl. mar-apr, fr. Mayo-diciembre. Tiene un número de cromosomas de n = 22.

## Distribución y hábitat
Se encuentra en los bosques caducifolios, en roquedales, a una altitud de 200-800 metros en Hainan, Sichuan, Yunnan en China y en Bangladés, Bhután, Camboya, India, Laos, Malasia, Birmania, Nepal, Sri Lanka, Tailandia y Vietnam.

## Usos
El látex es venenoso. La planta se utiliza para adormecer a los peces en la India.

## Taxonomía
Falconeria insignis fue descrita por John Forbes Royle y publicado en Illustrations of the Botany ... of the Himalayan Mountains ... 354, pl. 84a, pl. 98, f. 2. 1839.
Sinonimia
- Carambium insignis - Royle
- Excoecaria insignis - Royle
- Falconeria malabarica - Wight
- Falconeria wallichina - Royle
- Gymnobothrys lucida - Wall. ex Baill.
- Sapium insignis - Royle
- Sapium insignis var. genuinum - Pax
- Sapium insignis var. malabaricum - Wight[3][4]